# StarOffice
StarOffice er en programpakke indeholdende tektsbehandlingsprogram, regneark, præsentationsprogram m.m. (et såkaldt kontorprogram eller office suite) ejet af Sun Microsystems.
StarOffice var oprindeligt udviklet af StarDivision, der blev overtaget af Sun i august 1999. Kildekoden blev udgivet i juli 2000 og blev grundlaget for den gratis open source office suite OpenOffice.org. Efterfølgende versioner af StarOffice har været baseret på OpenOffice.org med tillæg af funktionaliter m.v., der er ejet af Sun og således ikke er open source programmel.